# 控制流程圖

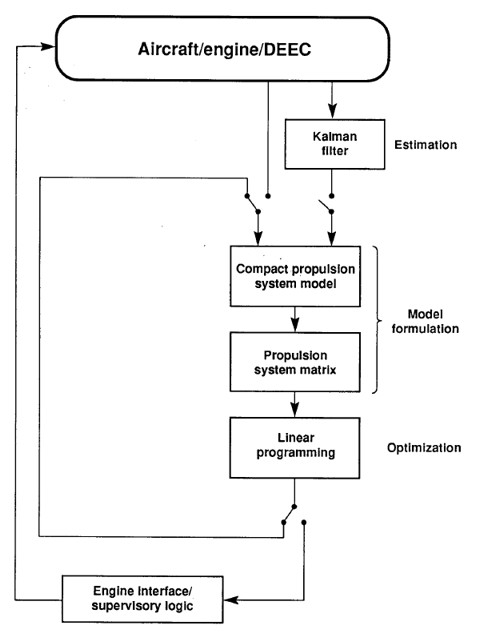
performance seeking的控制流程圖

控制流程圖（control-flow diagram）簡稱CFD，是描述业务过程、過程的控制流程的圖。
控制流程圖是在1950年代發展的，廣為使用在許多工程学領域中，是許多商業流程建模方法論中的一種，其他的方法論有流程图、DRAKON、資料流程圖、功能流程方塊圖、甘特图、計畫評核術圖，以及IDEF。

## 簡介
控制流程圖中會包括多個方塊以說明其中的步驟，也會配合if-then-else條件、反覆以及選擇（switch-case）的流程判斷。會用適當註釋的幾何圖形來表示流程、資料或是設備。會用箭頭表流程的流向。
有許多不同種類的控制流程圖，例如
- 项目管理中用的變更控制流程圖。
- 配置管理中用的配置決策控制流程圖。
- 過程管理中用的过程控制流程圖。
- 质量控制用的质量控制流程圖。

在軟體開發以及系統開發裡，控制流程圖可以用在控制流分析、数据流分析、算法分析及仿真。在實時系統及資料驅動的系統中，最適合用控制及資料來描述。這些流的分析可以將邏輯及資料需求的文字轉換為描述流的圖，比文字容易分析。PERT、狀態轉換圖（state transition diagram）及事務處理流程圖（transaction diagram）都是控制流程圖的例子。

## 控制流程圖的種類

### 過程控制流程圖
可以針對過程控制的控制系統中的每一個關鍵活動規劃其流程圖。過程控制一般來說會是有感測器的閉迴路。應用程式會判斷感測器的資訊是否在事先定義（或計算）的參數及限制範圍內。比較的結果會控制其關鍵組件。其反馈信號可以以電子信號的方式控制零組件，也可以用燈號或其他方式表示，代表需要人工處理。
其閉迴路的過程會有許多檢查及平衡的程序，以確保其安全性。
過程控制可能是完全電腦控制，全自動化，也可以部份自動化，部份動作仍需要人工處理。 
有些過程控制會用前一代的硬體及軟體，有些則會用技術發展現狀的先進產品。

### 演算法控制流程圖
本條目中有Performance-seeking演算法的控制流程圖。控制律包括估測、建模以及最佳化的過程。在卡尔曼滤波估測器中，會記錄輸入、輸出及殘留值。在推進系統建模的階段，會記錄所有的估測輸入值以及引擎參數 。
記錄資料除了溫度、壓力及控制位置外，也會記錄失速裕度（stall margins）、推力及阻力等估測參數。在最佳化階段，會記錄運作條件限制、最佳解、線性規劃健康狀態條件碼等資訊。最後，控制信號會送到引擎內，也會透過DEEC（數位電子引擎控制）記錄下來。